# Comité Olímpico Nacional e Desportivo da França
O Comité Olímpico Nacional e Desportivo Francês (em francês Comité national olympique et sportif français CNOSF) é o Comitê Olímpico Nacional da França, fundado em 1894 e reconhecido pelo COI no mesmo ano.